# Beskydy (loď)
Beskydy je zadokolesový vlečný motorový remorkér vyrobený roku 1956 společností České loděnice, n. p., Praha, závod Mělník, určený původně pro vlečení nákladních lodí bez vlastního pohonu. Díky svému malému ponoru, kolesovému pohonu a vysokému výkonu se může plavit i za nízkého stavu vody. Roku 2016 byl prohlášen kulturní památkou a odkoupen státem. Prostřednictvím Ředitelství vodních cest je v provozu na Labi, kde za nízkého stavu hladiny poskytuje přípřež nákladním plavidlům. Slouží rovněž k vyprošťovacím účelům. Jedná se o poslední zadokolesový remorkér v Evropě, který je stále provozován ke svému původnímu účelu (tj. jako vlečný remorkér).

## Technický popis
Konstrukce lodi pochází již z 20. let 20. století. Trup lodi byl ocelový, nýtovaný, s obšívkou o síle 4–6 mm a rozdělený sedmi vodotěsnými přepážkami. Na palubě se nacházejí tři nástavby. Na přídi je nástavba strojovny, hlavní nástavba s kormidelnou, kuchyní a sociálním zařízením se nachází zhruba uprostřed délky trupu a za ní je nástavba vchodu do podpalubí, kde jsou umístěny kajuty. Jako hlavní pohonná jednotka slouží reverzní vznětový motor Škoda 6 L 350 o výkonu 404 kW při 320 ot/min, vyrobený roku 1955. Loď není vybavena převodovkou, změna směru otáčení koles tak probíhá přímo reverzací otáček motoru. Lamelová spojka i startování je pneumatické. Motor je chlazen vodou. Jako palivo je používána motorová nafta, jejíž maximální zásoba činí 16 778 l. Udávaná spotřeba paliva je 86,71 l/h. Výkon motoru je ovládán strojníkem přímo ve strojovně, kam jsou předávány informace z můstku pomocí lodního telegrafu. K pohonu remorkéru slouží dvě na zádi umístěná kolesa o průměru 3 490 mm. Každé koleso disponuje osmi naklápěcími lopatami o rozměrech 3 440 × 655 mm. Náhon koles je zajištěn přes hřídel, který vede středem trupu ze strojovny na přídi, a ozubený převod uložený v olejové vaně. Pro manévrování slouží jedna nevyvážená dutá kormidelní ploutev ovládaná elektricky systémem soustavy Ward-Leonard. Kormidlo též umožňuje nouzové ruční ovládání. Pro napájení jednotlivých zařízení slouží elektrické rozvody stejnosměrného napětí 110 V a 24 V. Pro vlečení lodí plavidlo disponuje elektrickým navijákem a lanem o délce 100 metrů a pevnosti 134 kN. Kotevní systém zahrnuje dvě příďové kotvy o hmotnosti 1 200 kg a jednu záďovou kotvu o hmotnosti 300 kg. Loď je též vybavena havarijním a drenážním čerpadlem, která umožňují odčerpávání vody také z jiných plavidel.

### Modernizace
Pro napájení moderní elektroniky byla loď dovybavena elektrickými rozvody pro střídavé napětí 230/400 V, 50 Hz. V rámci modernizace v roce 2013 byla nahrazena původní nýtovaná obšívka trupu svařovanou. V roce 2020 byla podepsána smlouva na dosazení dokormidlovacího zařízení na příď. Pro pohon tohoto zařízení byl instalován nový dieselagregát, jelikož stávající systémy by na pohon dokormidlovacího zařízení neměly dostatečný výkon. Instalace dokormidlovacího zařízení, které disponuje dvěma vrtulemi a elektromotorem o výkonu 42 kW, a souvisejících systémů pak byla provedena ke konci roku 2020. Při této příležitosti byl rovněž obnoven nátěr trupu pod čarou ponoru. Dokončovací práce byly ukončeny v únoru 2021.

## Historie a provoz
Remorkér Beskydy byl postaven jako jeden z dvanácti zadokolesových vlečných motorových remorkérů (ZKMR) pro dopravu sestav plavidel na českých řekách v roce 1956. První čtyři plavidla této třídy byla postavena podle projektu Ing. Otakara Neudörfla v letech 1931 až 1939 (Tábor, Blaník, Vltava a Morava) pro společnost Československá plavební akciová společnost labská (ČPSL). Zbylých osm v letech 1953 až 1959 (Šumava, Tatry, Beskydy, Jeseníky, Slapy, Orlík, Lipno a Kamýk). Ty se od předválečných lišily zejména nově zkonstruovaným trupem, který však byl naprosto identických rozměrů a také výkonnějším motorem. Členění lodi a uspořádání pohonu zůstalo stejné. První čtyři poválečné lodě vznikly ještě na objednávku společnosti Československá plavební akciová společnost oderská (ČPSO). Dodány ale byly stejně jako další poválečné lodě již nově vzniklé Československé plavbě labsko-oderské (ČSPLO). Po zařazení do služby roku 1956 byla loď určena pro dopravu na Labi z Čech do Hamburku. První větší havárie potkala loď v roce 1996, kdy praskl klikový hřídel motoru z roku 1954. Vzhledem ke změně z vlečné plavby na plavbu tlačnou se Československé plavbě labské (ČSPL) již nevyplatilo motor opravovat a tak byla loď rok po havárii prodána Evropské vodní dopravě (EVD) na náhradní díly pro loď Šumava. Díky tomu, že EVD stále provozovala vlečné čluny, byla ale loď nakonec opravena a pronajata společnosti Lodní remorkáže kapitána Vladimíra Weinlicha. Ta loď provozovala nejen pro účely EVD až do roku 2016. V roce 2012 začalo jednání o vyhlášení lodi kulturní památkou. Současně byly rovněž získány jak státní dotace, tak dotace z fondů EU, které posloužily na opravu lodního tělesa a modernizaci lodních systémů. K prohlášení kulturní památkou došlo v roce 2016, poté se provozovatelem lodě stala EVD-Sped.

### V majetku České republiky (od 2016)
Pro EVD-Sped byl ale provoz tohoto plavidla nerentabilní a tak bylo ještě roku 2016 odkoupeno státem pro zajišťování přípřeže na Labi, a to zejména v úseku mezi Hřenskem a Ústím nad Labem. V tomto úseku se totiž nacházejí mělčiny a státu se nedaří prosadit stavbu zdymadla. V případě poklesu hladiny v Ústí nad Labem pod 275 centimetrů je přípřež nabízena zdarma. Remorkér je ale nabízen i pro přípřeže za normálního stavu hladiny, nebo pro vyprošťování uvízlých plavidel nejen na českém území. Jen za první rok provozu pod hlavičkou státu poskytl remorkér 61 přípřeží z nichž 59 bylo zdarma. Hned v roce 2016 také například pomáhal vyprostit loď Albis společnosti EVD, které se v Drážďanech zaklínila o Albertův most.

## Galerie

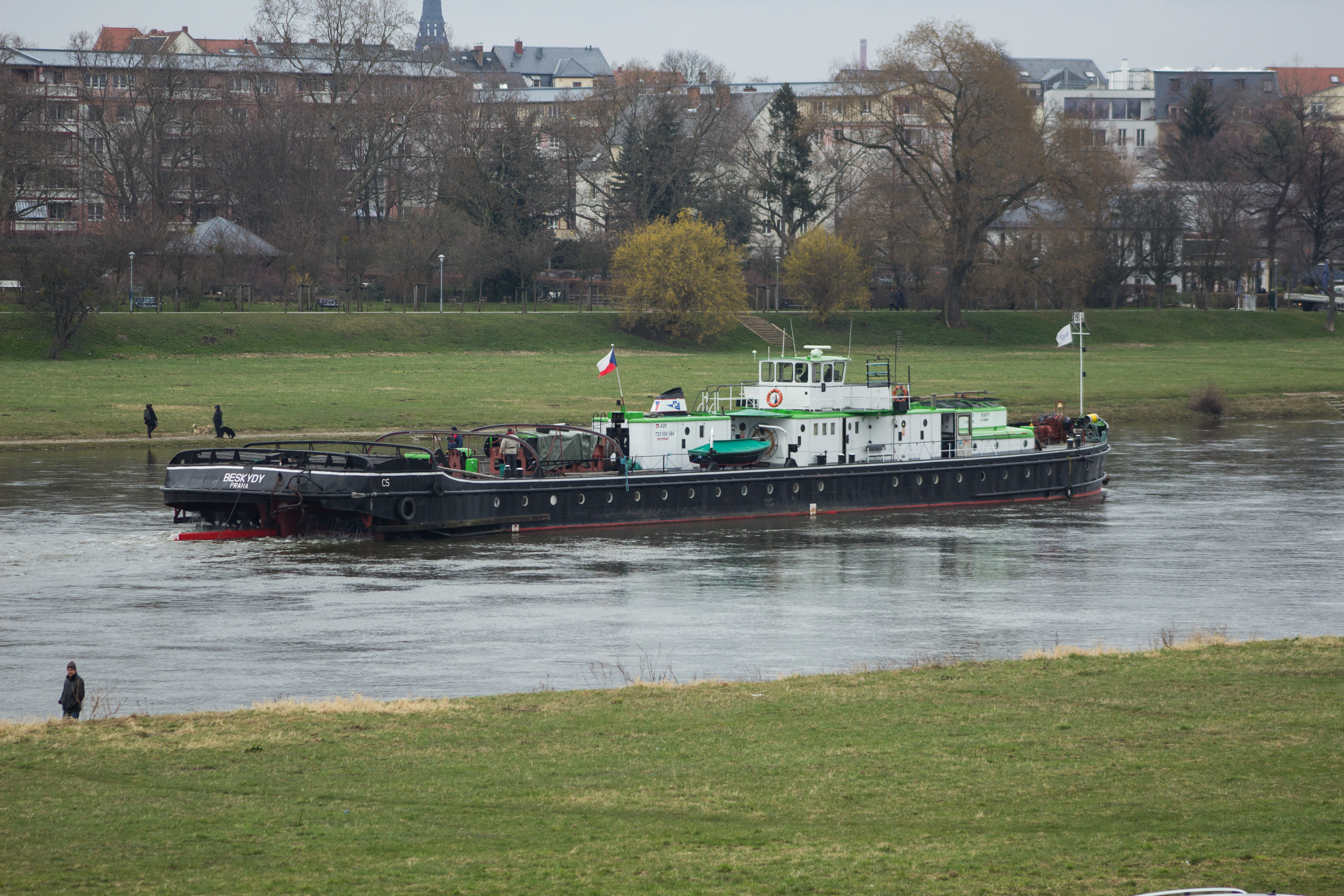
Beskydy v Drážďanech
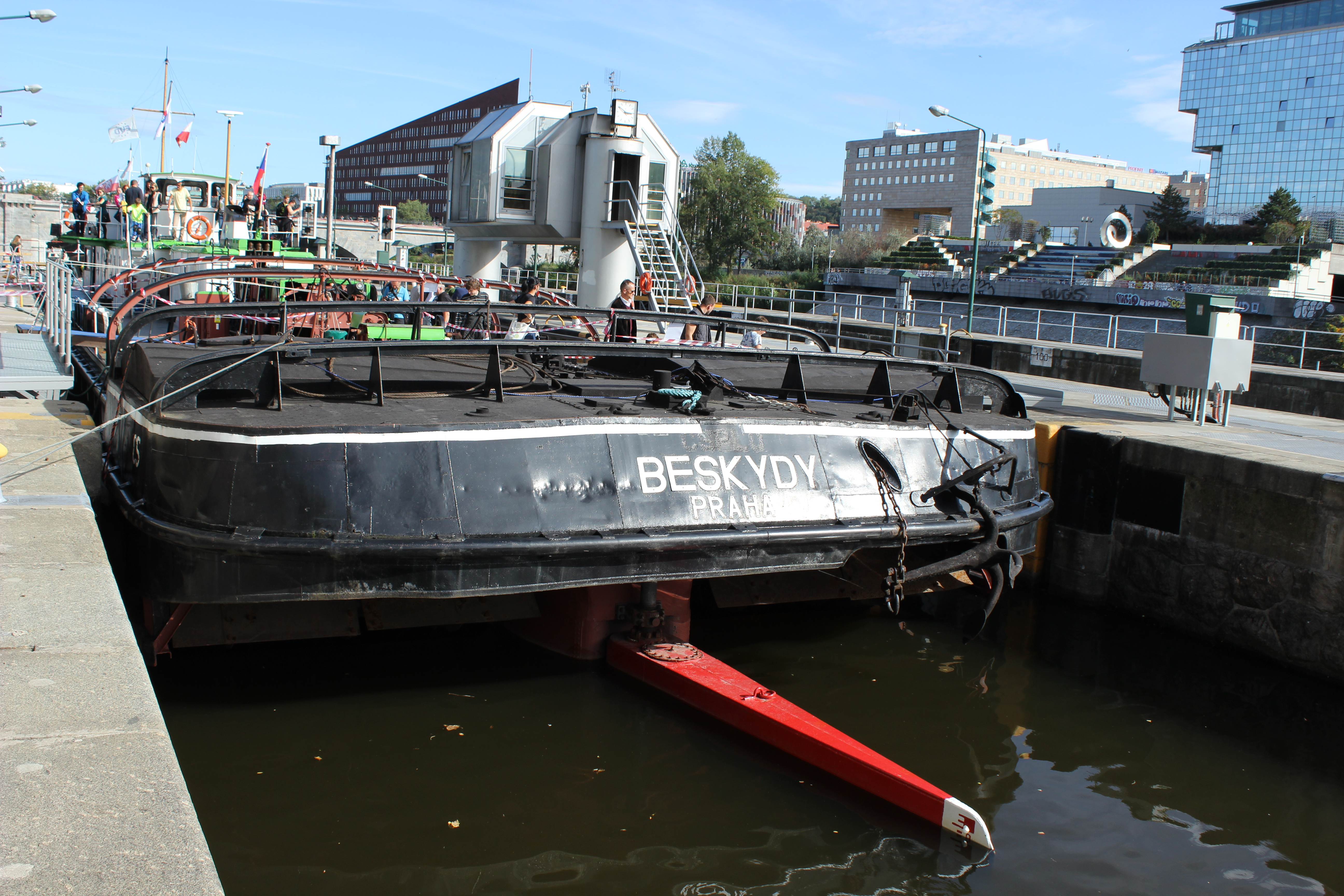
Pohled na záď s dobře patrným kormidlem
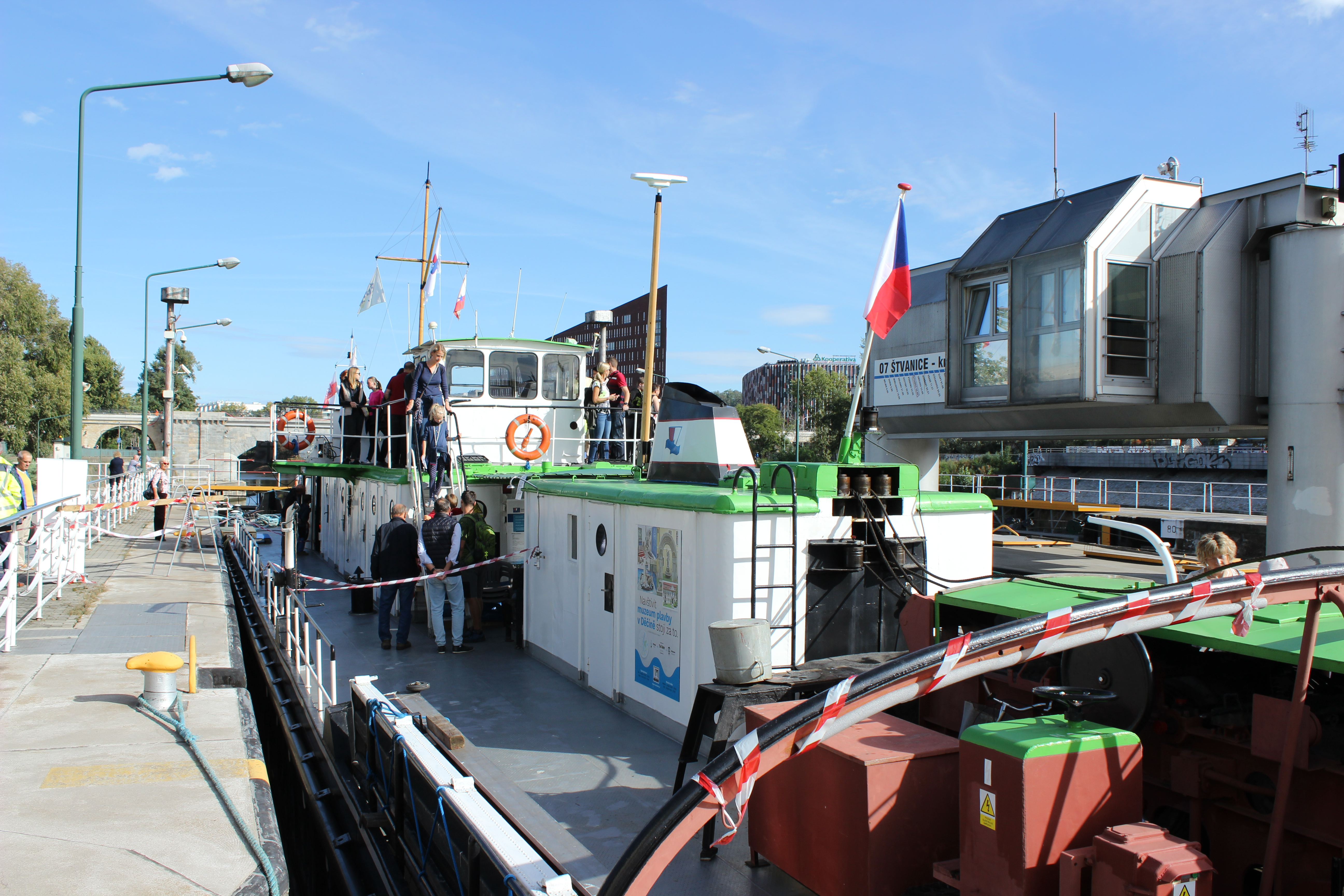
Pohled na palubu lodě
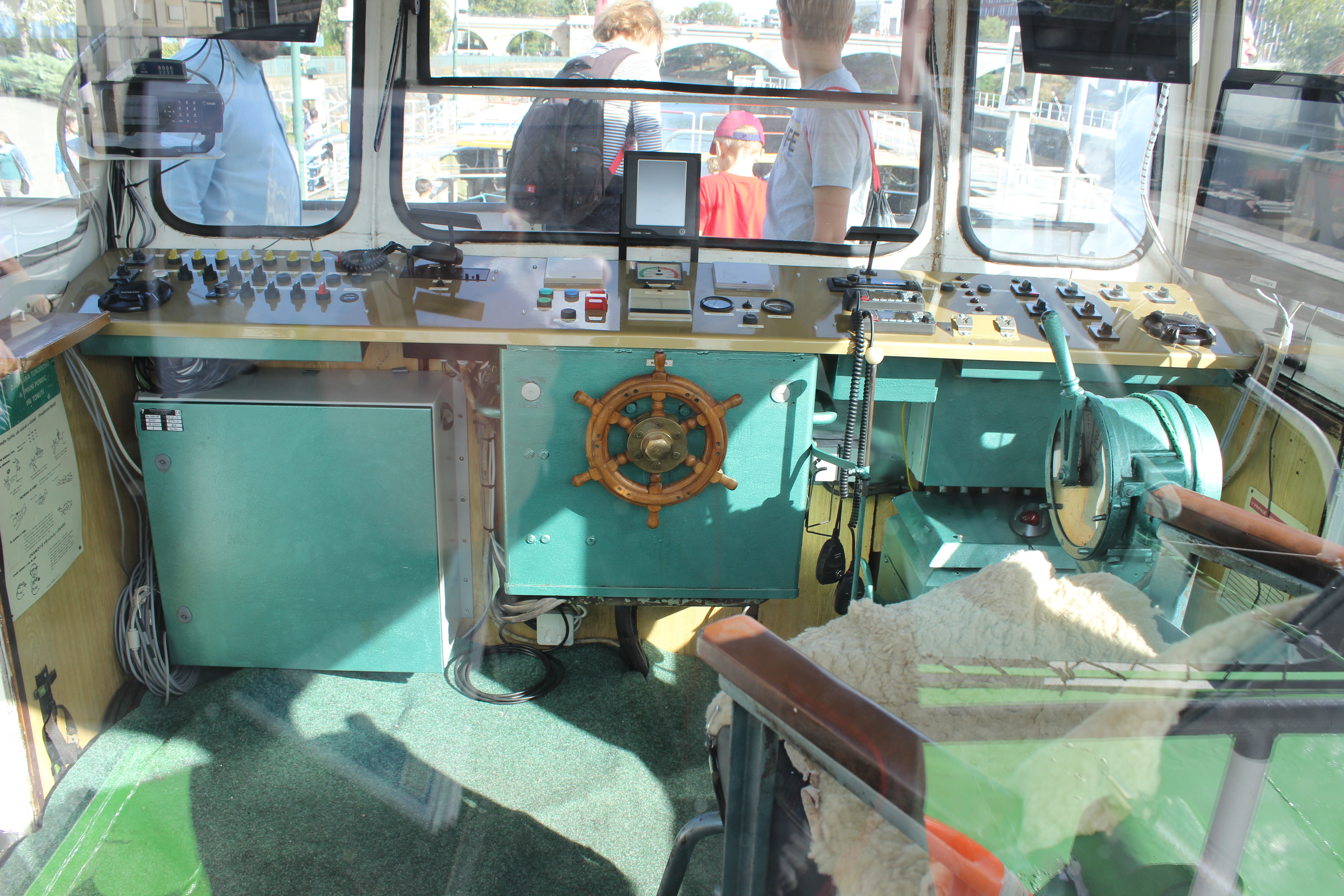
Pohled do interiéru můstku lodě
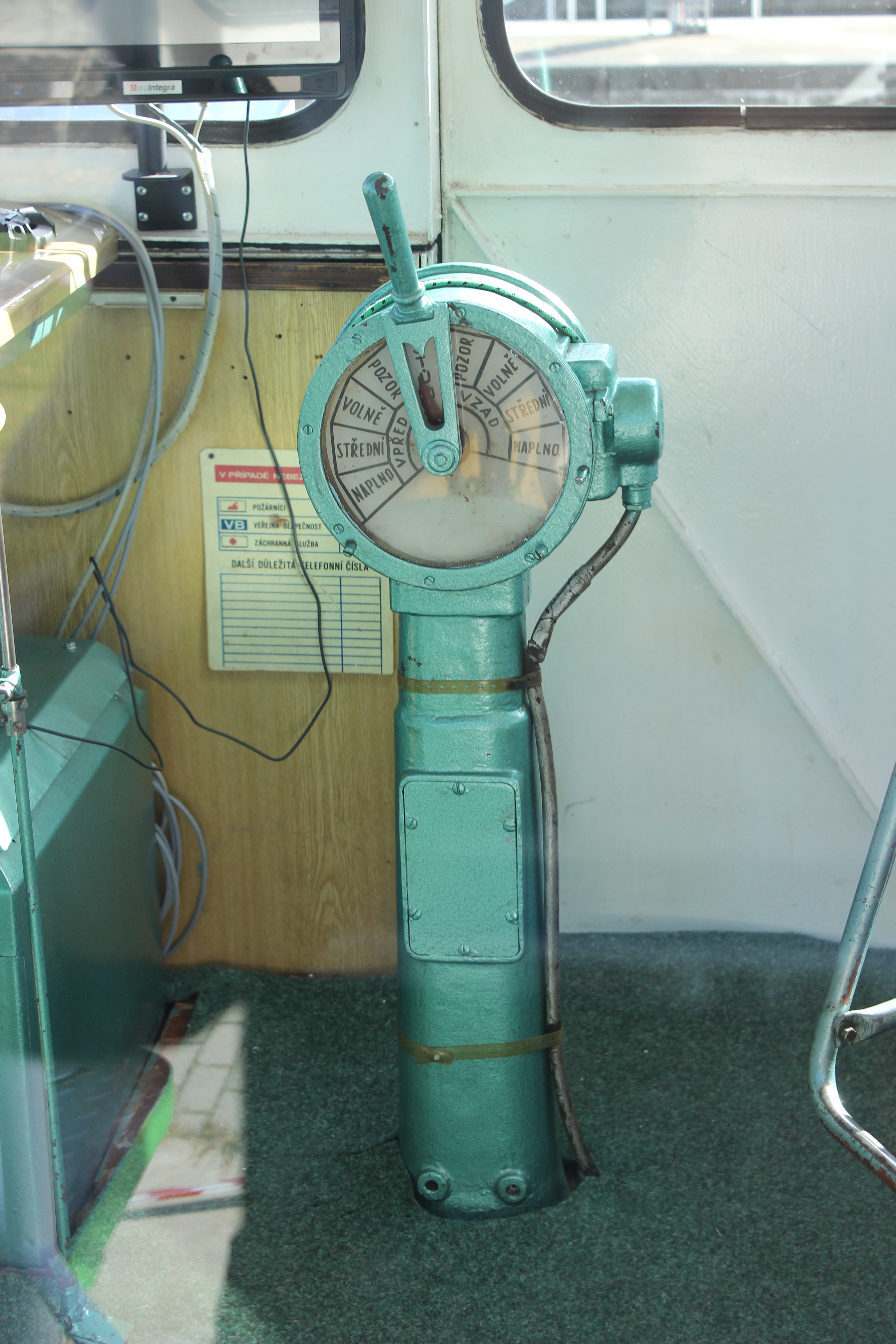
Lodní telegraf na můstku pro komunikaci se strojovnou